# 53式82mm迫撃砲

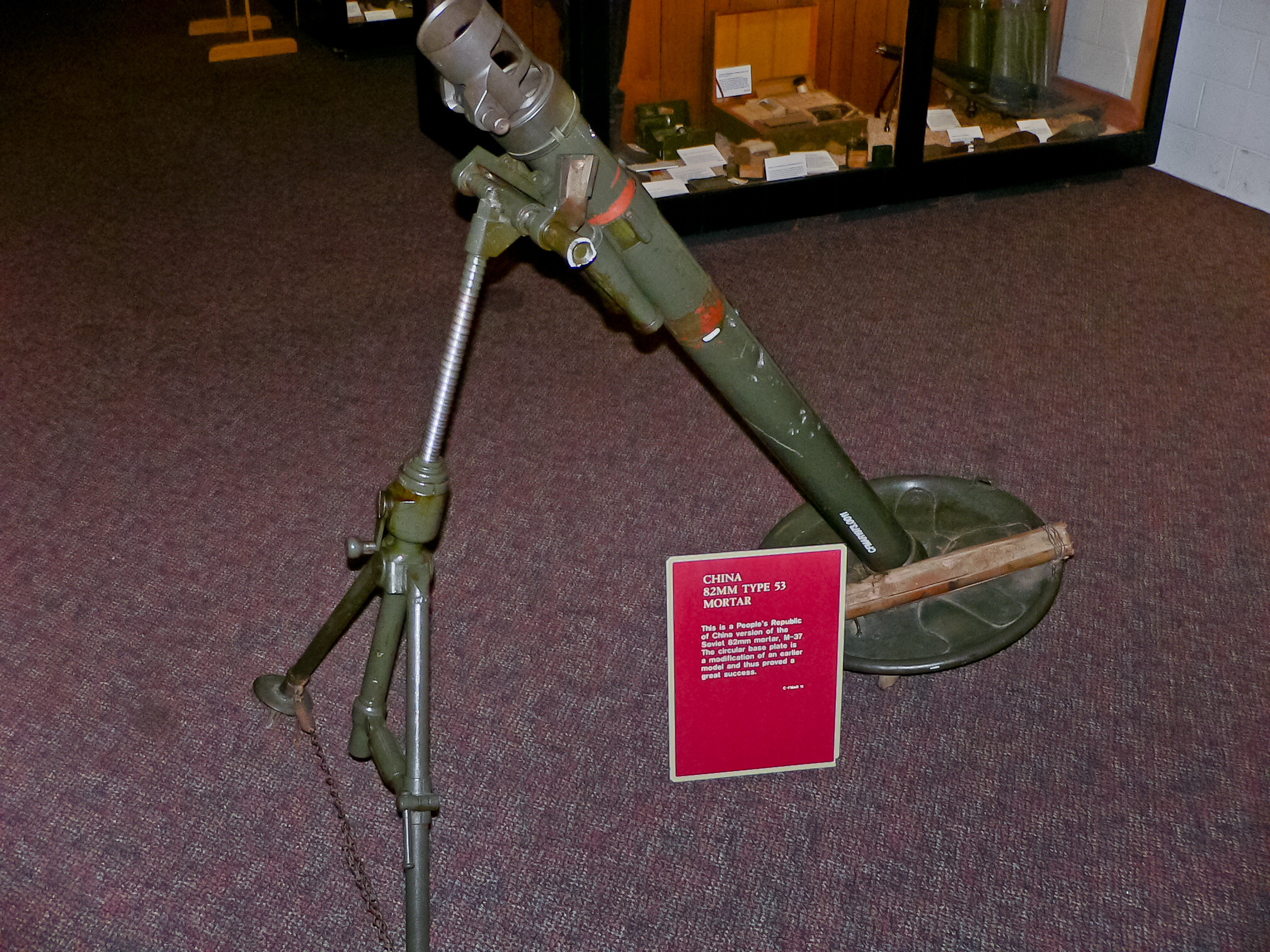
53式82mm迫撃砲

53式82mm迫撃砲（中国語: 53式82毫米迫击炮）とは中国人民解放軍が使用していた迫撃砲である。1953年に中国が初めて国産化した迫撃砲でソ連の82mm迫撃砲BM-37のライセンス生産品である。中印国境紛争で使用された。